# Lakuri
Lakuri (nep. लाकुरी) – gaun wikas samiti w zachodniej części Nepalu w strefie Bheri w dystrykcie Dailekh. Według nepalskiego spisu powszechnego z 2011 roku liczył on 707 gospodarstw domowych i 3840 mieszkańców (1981 kobiet i 1859 mężczyzn).